# Francisco Mata Alós
Francisco de Mata y de Alòs (Gerona, 13 de noviembre de 1807-Madrid, 25 de marzo de 1884) fue un militar y político español, ministro durante el reinado de Isabel II.
Era hijo de Cayetano de Mata y de Cárcer y de María de las Mercedes Alós y de Mora, hija de los marqueses de Alós. En 1821 obtuvo el reconocimiento como cadete e ingresó en la Academia de Artillería de Segovia. Cuando llevaba dos años de formación, después de la invasión de los Cien Mil Hijos de San Luis, el Gobierno del Trienio Liberal trasladó la escuela a Badajoz, donde Mata participó en sus primeras acciones armadas, defendiendo la ciudad del ejército realista. En 1824 ascendió a teniente de milicias y en 1825 ingresó en la Guardia Real de Infantería. Durante la primera guerra carlista luchó en el bando isabelino, participando en acciones en Cataluña y Aragón. En 1838 se reincorporó a la guerra y fue destinado a Castilla la Nueva. Por acciones de guerra fue condecorado dos veces con la Cruz laureada de San Fernando y en 1839 fue ascendido a teniente coronel. Ese mismo año fue nombrado comandante general de la provincia de Cuenca y después de Ávila, donde recibió, en 1840, el ascenso definitivo a coronel.
Inició su carrera política en 1845, siendo diputado en las Cortes por Barcelona en 1844 y por Lérida desde ese mismo año hasta 1851. No obstante, por las vicisitudes de la carrera militar y por incompatibilidades, tuvo que cesar en dos ocasiones, siendo reelegido de forma parcial. En 1853 fue nombrado senador vitalicio, cargo que ejerció hasta la Revolución de 1868. Centró su actuación parlamentaria en los temas militares.
En un aspecto político más detallado, en marzo de 1863 fue nombrado ministro de Marina en el gabinete de Manuel Pando Fernández de Pinedo, cargo que ocupó entre el 3 de marzo de 1863 y el 17 de enero de 1864, siendo sucedido por Joaquín Gutiérrez de Rubalcaba.
Tras la restauración borbónica fue nombrado nuevamente senador por la provincia de Lérida en 1877, hasta que en 1881 fue nombrado senador vitalicio. Falleció en 1884.